# Yuko
YUKO — український гурт, що поєднував у своїй творчості фольклор та електронну музику.

## Творчість
2016 року Юлія Юріна та Стас Корольов познайомилися на шостому сезоні шоу «Голос країни», в якому вони брали участь. З ініціативи тренера шоу Івана Дорна вони разом вирішили створювати свою музику, поєднуючи фольклор та електронну музику в жанрі фольктроніка. У 2017 виступили на фестивалі «Дикая Мята» у Тульській області, Росія.
У 2018 році «YUKO» почали виступати в Європі (на фестивалях Польщі та Угорщини). 28 листопада «YUKO» презентував другий студійний альбом «DURA?», який вони присвятили жертвам домашнього насильства.
10 січня 2019 року стало відомо, що гурт візьме участь у національному відборі на 64-й пісенний конкурс «Євробачення». За результатами жеребкування 9 лютого «YUKO» виступив у першому півфіналі національного відбору, виконавши свою інтерпретацію народної пісні «Ой у лузі калина стояла» — «Galyna guliala [Архівовано 15 грудня 2019 у Wayback Machine.]» (Галина гуляла). Згідно з результатами глядацького голосування та журі, гурт вийшов до фіналу національного відбору, де посів четверте місце.
Наприкінці березня 2019 року гурт YUKO та співак Khayat презентували спільний сингл VESNIANKA та кліп на нього.
Стас Корольов короткий час співпрацював із Євгенієм Гордєєвим над проєктом Kurs Valüt.
16 грудня 2020 року гурт представив свою останню пісню «Можна, да можна» та припинив існування через творчі розбіжності. Незабаром Юлія почала сольний проєкт ЮЮ, а Стас випустив помітний альбом «О_х».

## Склад
- Юлія Юріна — фольклористка
- Стас Корольов — мультиінструменталіст

## Дискографія

### Студійні альбоми
- 2017: «DITCH»
- 2018: «DURA?»

#### Ремікси
- 2018: «Re: DITCH»
- 2019: «Re: DURA»

### Міні-альбоми
- 2017: «Shchebetuha»
- 2019: «Buvaite Zdorovi (Extended)»

### Синґли
- 2016: «Хороша»
- 2017: «Маша», «Liuli Liuli»
- 2018: «Конопельки» (спільно з P.PAT)
- 2019: «Vesnianka» (спільно з KHAYAT), «Hrushka» (спільно з P.PAT), «Тваринам теж потрібна любов»
- 2020: «Дарма» (спільно з Михайлом Кукуюком), «Можна да можна»

## Скандали
На початку 2019 року, напередодні національного відбору на «Євробачення 2019», в українських ЗМІ з'явилась інформація про те, що у складі гурту «Yuko» є росіяни. Як виявили українські журналісти, Юлія Юріна — росіянка, яка 7 років тому переїхала жити в Україну, але й досі має російське громадянство. Лише в грудні 2018 вона отримала посвідку для постійного проживання в Україні. Виявилось, що гурт мав концерти в Росії, але музиканти заявили, що «вже рік у Росії не виступаємо».
В одному з інтерв'ю співучасник гурту Стас Корольов сказав, що лише він може озвучити позицію Юлії Юріної щодо окупації Криму Росією, оскільки Юріна — громадянка Росії і може потрапити за ґрати в Росії за статтею 280 Кримінального кодексу РФ, якщо вона особисто скаже, що «Крим — це Україна».